# Route nationale 17 (Estonie)
Pour les articles homonymes, voir Route nationale 17.

La route nationale 17 (Tugimaantee 17) est une route nationale estonienne reliant Keila à Haapsalu. Elle mesure 68,8 km.

## Tracé
- Comté de Harju
  - Keila
  - Lehola
  - Vasalemma
  - Rummu
  - Padise
- Comté de Lääne
  - Linnamäe
  - Haapsalu